# العلاقات الفنزويلية الكورية الجنوبية
العلاقات الفنزويلية الكورية الجنوبية هي العلاقات الثنائية التي تجمع بين فنزويلا وكوريا الجنوبية.

## مقارنة بين البلدين
هذه مقارنة عامة ومرجعية للدولتين:
| وجه المقارنة                                              | فنزويلا                                  | كوريا الجنوبية                                                          |
| --------------------------------------------------------- | ---------------------------------------- | ----------------------------------------------------------------------- |
| المساحة (كم2)                                             | 916.45 ألف                               | 100.30 ألف                                                              |
| عدد السكان (نسمة)                                         | 28.87 مليون                              | 51.47 مليون                                                             |
| الكثافة السكانية (ن./كم²)                                 | 31.5                                     | 513.16                                                                  |
| العاصمة                                                   | كاراكاس                                  | سول                                                                     |
| اللغة الرسمية                                             | اللغة الإسبانية، لغة الإشارة الفنزويلية ‏ | اللغة الكورية                                                           |
| العملة                                                    | بوليفار فنزويلي                          | وون كوري جنوبي                                                          |
| الناتج المحلي الإجمالي (بليون دولار)                      | 482.36 مليار                             | 1.53 تريليون                                                            |
| الناتج المحلي الإجمالي (تعادل القوة الشرائية) بليون دولار |                                          | 1.75 تريليون                                                            |
| الناتج المحلي الإجمالي الاسمي للفرد دولار أمريكي          |                                          | 27.22 ألف                                                               |
| الناتج المحلي الإجمالي للفرد دولار أمريكي                 |                                          |                                                                         |
| مؤشر التنمية البشرية                                      | 0.762                                    | 0.901                                                                   |
| رمز المكالمات الدولي                                      | +58                                      | +82                                                                     |
| رمز الإنترنت                                              | .ve                                      | .kr                                                                     |
| المنطقة الزمنية                                           | 00                                       | توقيت كوريا الجنوبية، ت ع م+09:00، آسيا/سيول ‏، ت ع م+08:00، ت ع م+08:30 |

## منظمات دولية مشتركة
يشترك البلدان في عضوية مجموعة من المنظمات الدولية، منها:
| علم المنظمة | اسم المنظمة                        | تاريخ انضمام فنزويلا | تاريخ انضمام كوريا الجنوبية |
| ----------- | ---------------------------------- | -------------------- | --------------------------- |
|             | مؤسسة التمويل الدولية              | 28 ديسمبر 1956       | 16 مارس 1964                |
|             | منظمة حظر الأسلحة الكيميائية       | ?                    | ?                           |
|             | يونسكو                             | 25 نوفمبر 1946       | 14 يونيو 1950               |
|             | الأمم المتحدة                      | 15 نوفمبر 1945       | 17 سبتمبر 1991              |
|             | منظمة الشرطة الجنائية الدولية      | ?                    | ?                           |
|             | البنك الدولي للإنشاء والتعمير      | 30 ديسمبر 1946       | 26 أغسطس 1955               |
|             | الاتحاد البريدي العالمي            | ?                    | ?                           |
|             | منظمة التجارة العالمية             | ?                    | ?                           |
|             | المنظمة الهيدروغرافية الدولية      | ?                    | ?                           |
|             | وكالة ضمان الاستثمار متعدد الأطراف | 9 مايو 1994          | 12 أبريل 1988               |

## وصلات خارجية
- موقع وزارة الخارجية الفنزويلية
- موقع وزارة الخارجية الكورية الجنوبية